# (24548) Katieeverett
(24548) Katieeverett est un astéroïde de la ceinture principale.

## Description
(24548) Katieeverett est un astéroïde de la ceinture principale. Il fut découvert le 19 février 2001 à Socorro (Nouveau-Mexique) par le projet LINEAR. Il présente une orbite caractérisée par un demi-grand axe de 2,25 UA, une excentricité de 0,15 et une inclinaison de 1,4° par rapport à l'écliptique.

## Compléments